# Guillermo Joaquín de Osma y Scull
Guillermo Joaquín de Osma y Scull (L'Havana, 24 de gener de 1853 - Biarritz, 7 de febrer de 1922) fou un diplomàtic, arqueòleg i polític espanyol, que va ser ministre d'Hisenda durant el regnat d'Alfons XIII.

## Carrera
Comte consort de Valencia de Don Juan i concunyat d'Antonio Cánovas del Castillo, després de fer estudis a les universitats de La Sorbonne i Oxford, va entrar en la carrera diplomàtica en 1877 i en la qual va romandre fins a 1891 quan, representant al Partit Conservador, va ser elegit diputat al Congrés dels Diputats per Lugo repetint aquest mateix escó en les successives eleccions que es van celebrar fins a 1918 passant a l'any següent al Senat com a senador vitalici.
El 1877 inicià la seva carrera diplomàtica a París participant en les converses sobre el futur protectorat del Marroc. El 1885 fou secretari tercer a l'ambaixada espanyola a Londres i el 1892 a Brussel·les.
Va ser ministre d'Hisenda en dues dels governs que durant el regnat d'Alfons XIII va presidir Antoni Maura: entre el 5 de desembre de 1903 i el 16 de desembre de 1904, i entre el 25 de gener de 1907 i el 23 de febrer de 1908. De la seva etapa ministerial és de destacar la promulgació de la "Llei d'Alcohols i de Sucres".
Va ser així mateix President del Consell d'Estat i Gentilhome de cambra amb exercici del Rei Alfonso XIII. Va destacar també com a arqueòleg havent-se-li de la fundació, en 1916, de l'Institut Valencia de Don Juan, a Madrid. Un dels mercats municipals del sud de Madrid posseeix el seu nom en el seu honor.